# Schröderstift

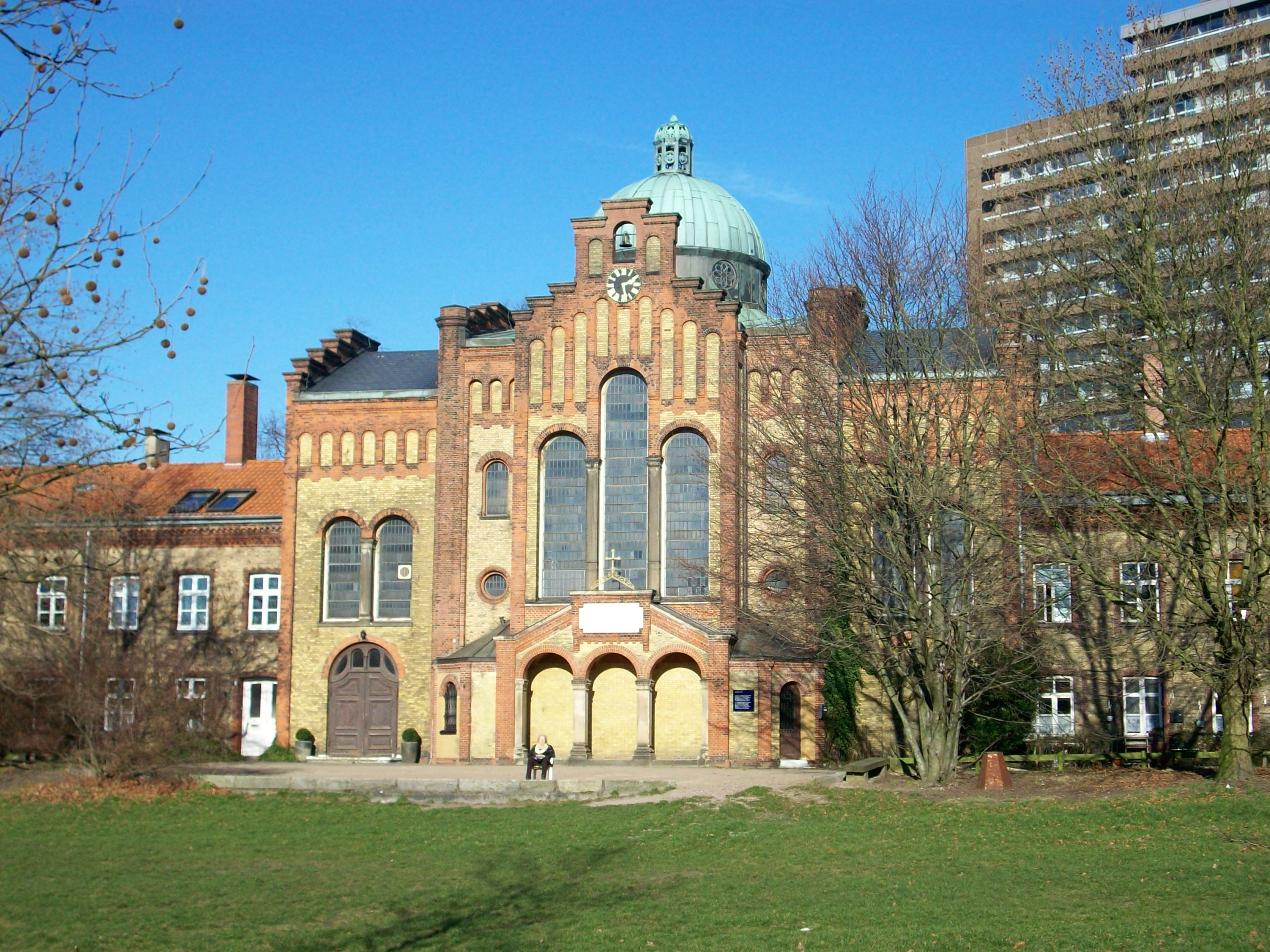
Schröderstift Mittelbau, im Hintergrund Uni-Bau Geomatikum

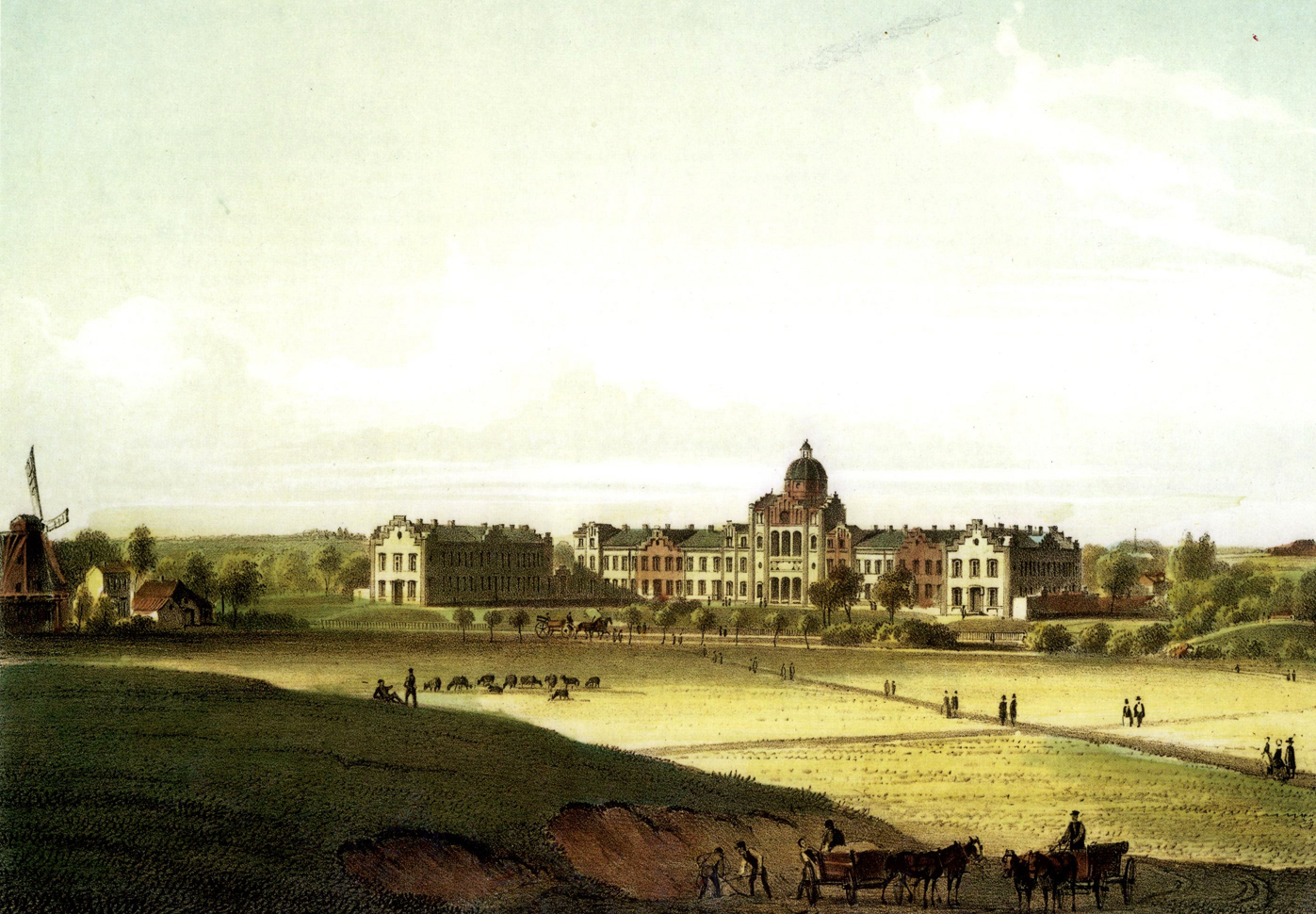
Lithographie Wilhelm Heuer 1854

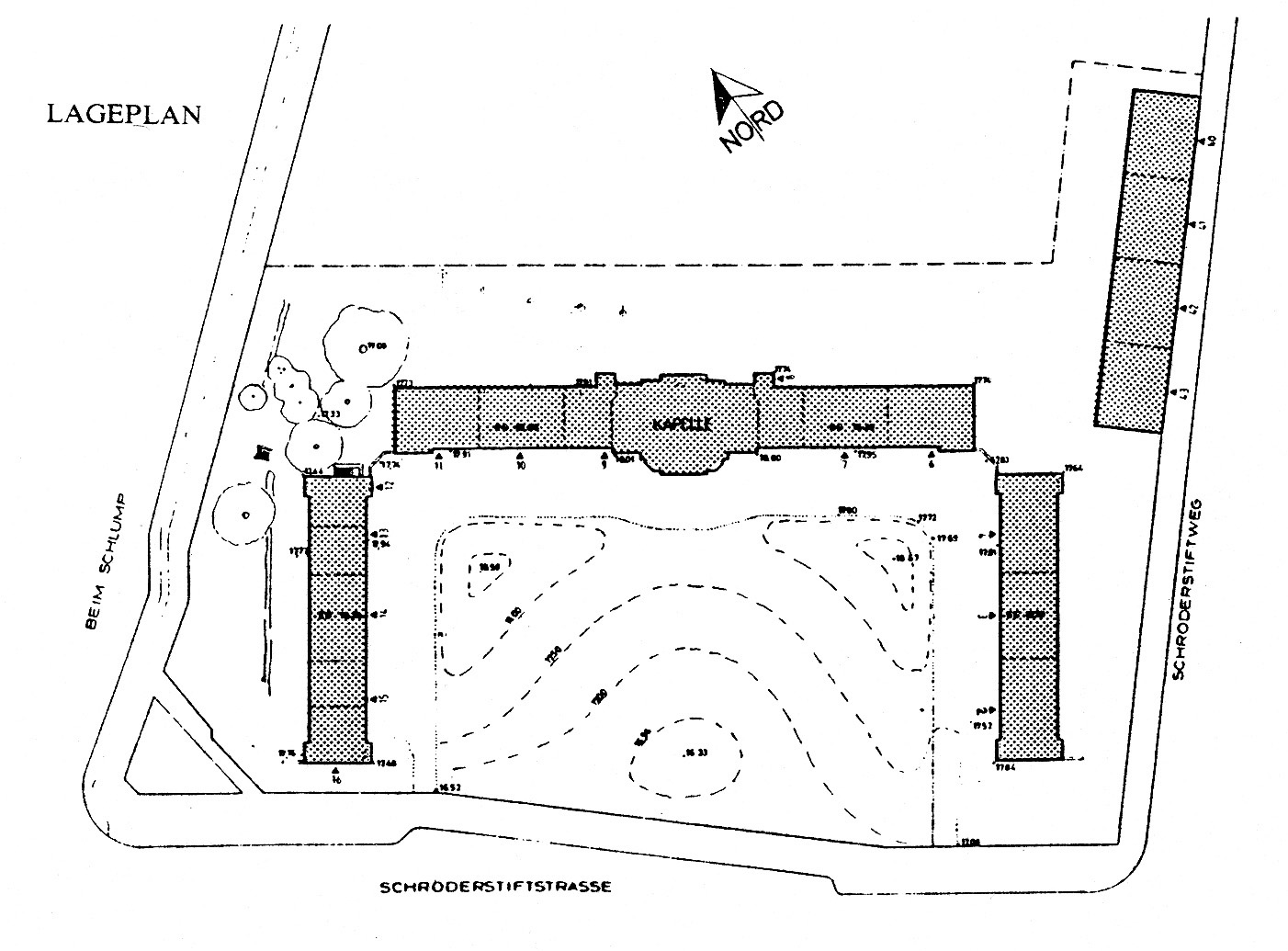
Schröderstift Lageplan 1981

Das Schröderstift ist eine historische Dreiflügelanlage in der Schröderstiftstraße in Hamburg-Rotherbaum. Es war das erste Stift eines in fünf Bauabschnitten zwischen 1852 und 1876 errichteten Anlage. Sie beherbergt eine orientalisch-orthodoxe Kapelle und das Wohnprojekt „Mieterselbstverwaltung Schröderstift“.

## Gründung
Das Schröderstift geht zurück auf eine Stiftung des Hamburger Kaufmanns und Bankiers Johann Heinrich Schröder (1784–1883) für „Personen höheren Standes, die dessen bedürfen“, insbesondere für allein stehende, „unverschuldet in Not geratene“ Frauen.
Die 1852 von dem Architekten Albert Rosengarten im Stile des Historismus errichtete weitläufige Dreiflügelanlage mit zentraler Kapelle und Ehrenhof entstand auf dem Papenland, seinerzeit vor den Toren der Stadt gelegen. Sie umfasste 52 kleine Wohnungen mit zwei Zimmern und Küche. Im Herbst 1866 wurde in Richtung Nordosten ein zweites „Schröderstift“ (an der heutigen Bundesstraße) mit „50 separierten Wohnungen zu 1, 2 oder 3 Zimmern mit Küche und Wasserleitung“ geschaffen. Anfang Oktober 1871 wurde Richtfest für das dritte „Schröderstift“ mit 38 Wohnungen je 1 Zimmer und Boden- und Kellerräumen gefeiert. Im Februar 1873 wurde mit dem Bau des vierten „Schröderstifts“ mit 18 Wohnungen und Februar 1875 mit dem fünften begonnen. Die Anlage aller „Schröderstifte“ bestand aus 174 Haushaltungen für 278 Personen. Es war seinerzeit die größte Stiftsanlage in Hamburg mit eigenem Park.
Von 1894 bis 1896 ließen die neun Kinder des Stifters durch den Architekten Albert Petersen die anfänglich nur aus einem Andachtsraum bestehende kleine Kapelle durch Hinzunahme seitlich angrenzender Häuserteile zu einer prächtigen, marmornen Stiftergrablege für die Sarkophage der Eltern umbauen.

## Übernahme durch die Stadt
Im Juli 1943 wurde ein Großteil der Gebäude durch Brandbomben bis auf die Außenmauern zerstört. Anfang der 1950er Jahre gelang es der inzwischen verarmten Stiftung, mithilfe von Spenden und Krediten die Wohnungen vereinfacht wiederherzustellen. In den 1960er Jahren entsprach die Ausstattung (Kohleöfen, keine Badezimmer, Toiletten auf dem Flur oder im Keller) nicht mehr den üblichen Wohnstandards. Zugleich benötigte die benachbarte Universität wegen der stark steigenden Studentenzahlen Erweiterungsflächen. So kam es in der Abwägung des „dringenderen und höheren öffentlichen Interesses der Bildungspolitik“ gegenüber dem Denkmalschutz zum Grundstückstausch: Johann Heinrich Schröders mildthätige Stiftung erhielt ein großes Grundstück in Kiwittsmoor – wieder „weit vor den Toren der Stadt“ (Langenhorn) – und 11 Millionen D-Mark für den Neubau, die Hansestadt übernahm im Gegenzug die Stiftsanlage. Als die Schrödersche Stiftung 1971 umzog, wurden die Gebäude des ehemals zweiten „Schröderstift“ abgebrochen und das 18-stöckige Geomatikum erbaut. Der geplante Abriss der 1852 errichteten Dreiflügelanlage und eines Erweiterungsbaus wurde zunächst verschoben. Sie wurden vorübergehend durch das Studentenwerk an Studenten vermietet, in die Kapelle zog die Griechisch-Orthodoxe Gemeinde Hamburg ein.
Die Universität plante den Bau eines 7-stöckigen Verfügungsgebäudes. Doch kam es gegen diese Planung zu Widerständen: sowohl innerhalb der Universität als auch in der Architektenkammer und im Denkmalrat. Große Teile der Bevölkerung und der Medien sprachen sich gegen einen Abbruch der Dreiflügelanlage aus. Insbesondere die Kapelle galt als erhaltenswert, in 20 der 21 Architektenentwürfe für das Verfügungsgebäude III war sie integriert und ihre Erhaltung geplant.

## „Mieterinitiative Schröderstift“

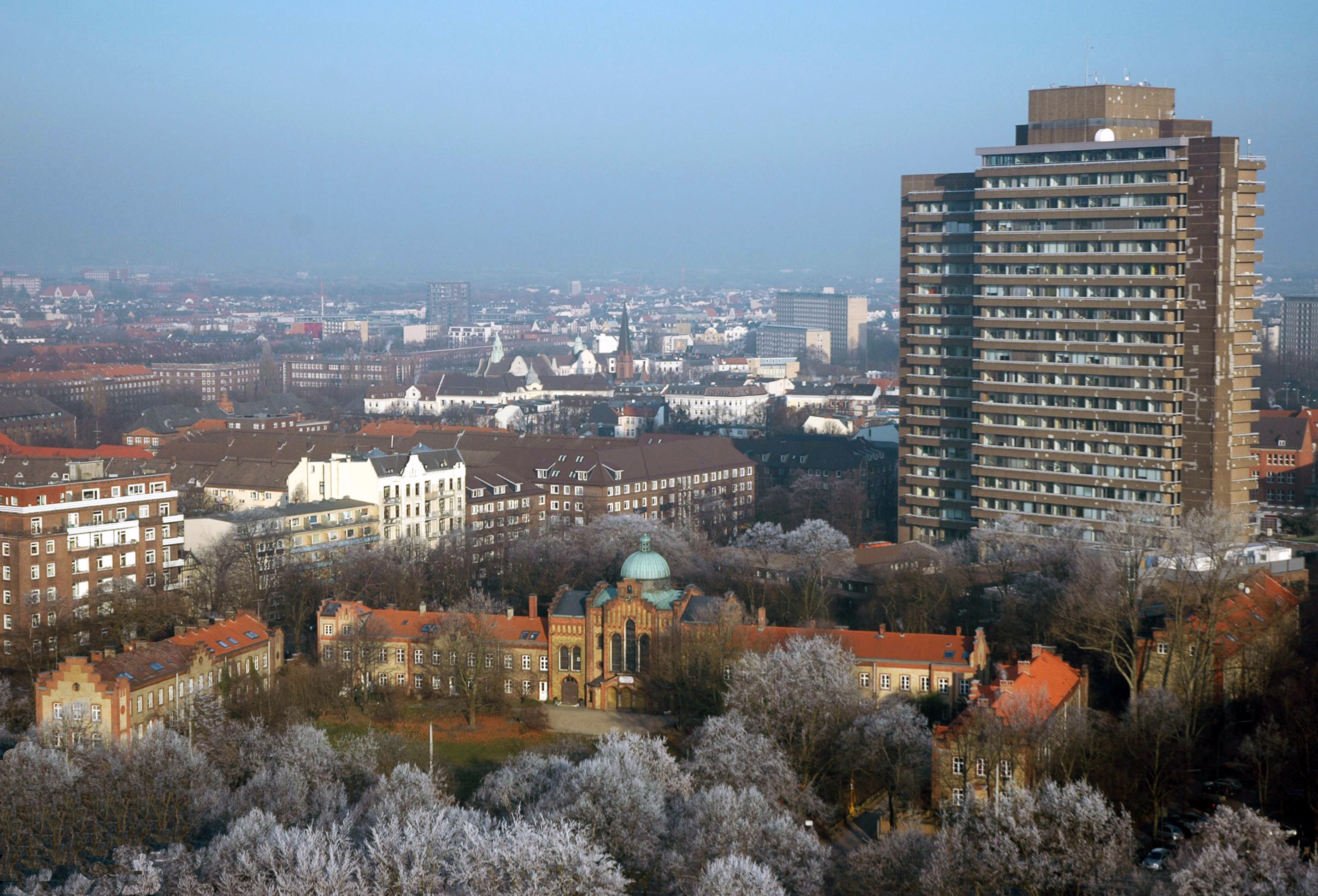
Ansicht des Schröderstifts vom gegenüberliegenden Wasserturm im Sternschanzenpark, rechts dahinter das Geomatikum

Um 1980 wiesen die weiterhin für den Abbruch vorgesehenen Gebäude, die nicht mehr instand gehalten wurden, zusätzlich zu ihren veralteten Standards schwere Mängel auf (Durchfeuchtungen, Hausschwammbefall, mangelnde Feuersicherheit). Die seit Mitte der 1970er Jahre bestehende Mieterinitiative Schröderstift kämpfte gegenüber dem Studentenwerk um die mindeste Gewährleistung einfacher Bedürfnisse des vorübergehenden studentischen Wohnens, wie die Installation von Duschen und Waschmaschinen und die Einrichtung eines Gemeinschaftsraums. Aus der Initiative bildeten sich die Strukturen der Mieterselbstverwaltung Schröderstift.
Im Herbst 1980 wurden die Mietverträge gekündigt, um den lange geplanten Abriss durchzuführen. Die Mieterinitiative setzte sich zur Wehr, zahlte die Mieten auf ein eigenes Konto und nahm in Selbsthilfe die Instandsetzung vor. Die Architekten des Planerkollektivs erstellten dafür ein Konzept. Die damals gerade ins Amt gewählte Eimsbütteler Bezirksamtsleiterin Nümann-Seidewinkel, die Verwaltung und die vier Fraktionen in der Bezirksversammlung unterstützten das Konzept zur Erhaltung dieses architektonischen und sozialgeschichtlichen Denkmals. Das Konzept umfasste zur Reduzierung der Kosten eine einfache Grundinstandsetzung und einen großen Anteil an Selbsthilfe der Bewohner. Die endgültige Entscheidung trafen Bürgermeister Klaus von Dohnanyi und der Hamburger Senat, der im Herbst 1981 beschloss, der Mieterselbstverwaltung Schröderstift e. V. die 1,2 Hektar große Anlage per Leihvertrag zu überlassen und bewilligte 869.000 DM als einmalige Zuwendung.
Im Bausommer 1982 erfolgte in einer großen Selbsthilfeaktion mit Unterstützung der reisenden Gesellen von Axt und Kelle die Grundinstandsetzung. In den folgenden Jahren wurden weitere Arbeiten durchgeführt: letzte Kriegsschäden beseitigt, die fehlenden Dächer der Seitenflügel wiederhergestellt, die Gebäude mit Gaszentralheizanlagen ausgestattet, die Dachböden ausgebaut und die Wohnungen modernisiert.

## Marmorkapelle im Schröderstift

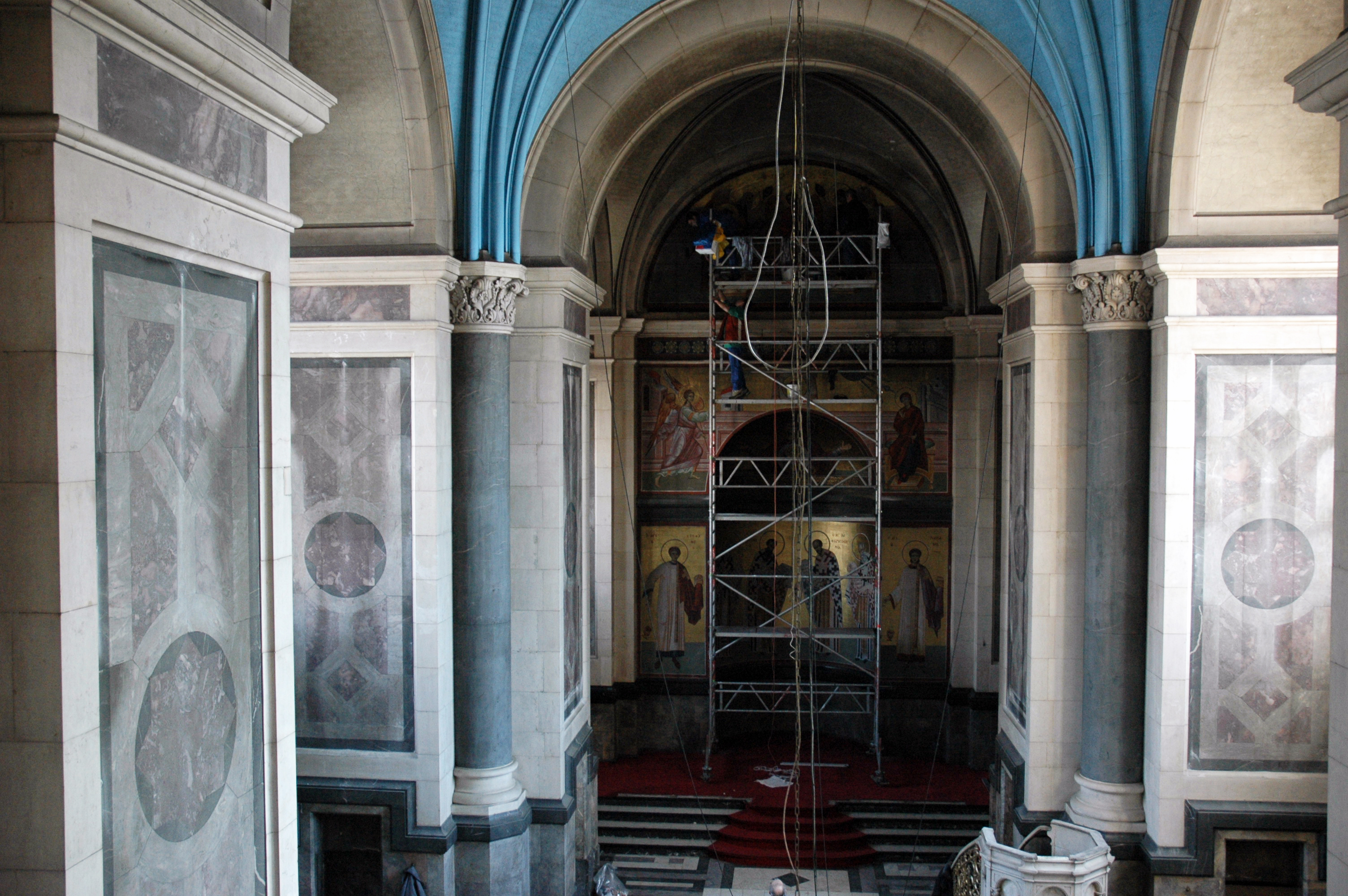
Marmorkapelle

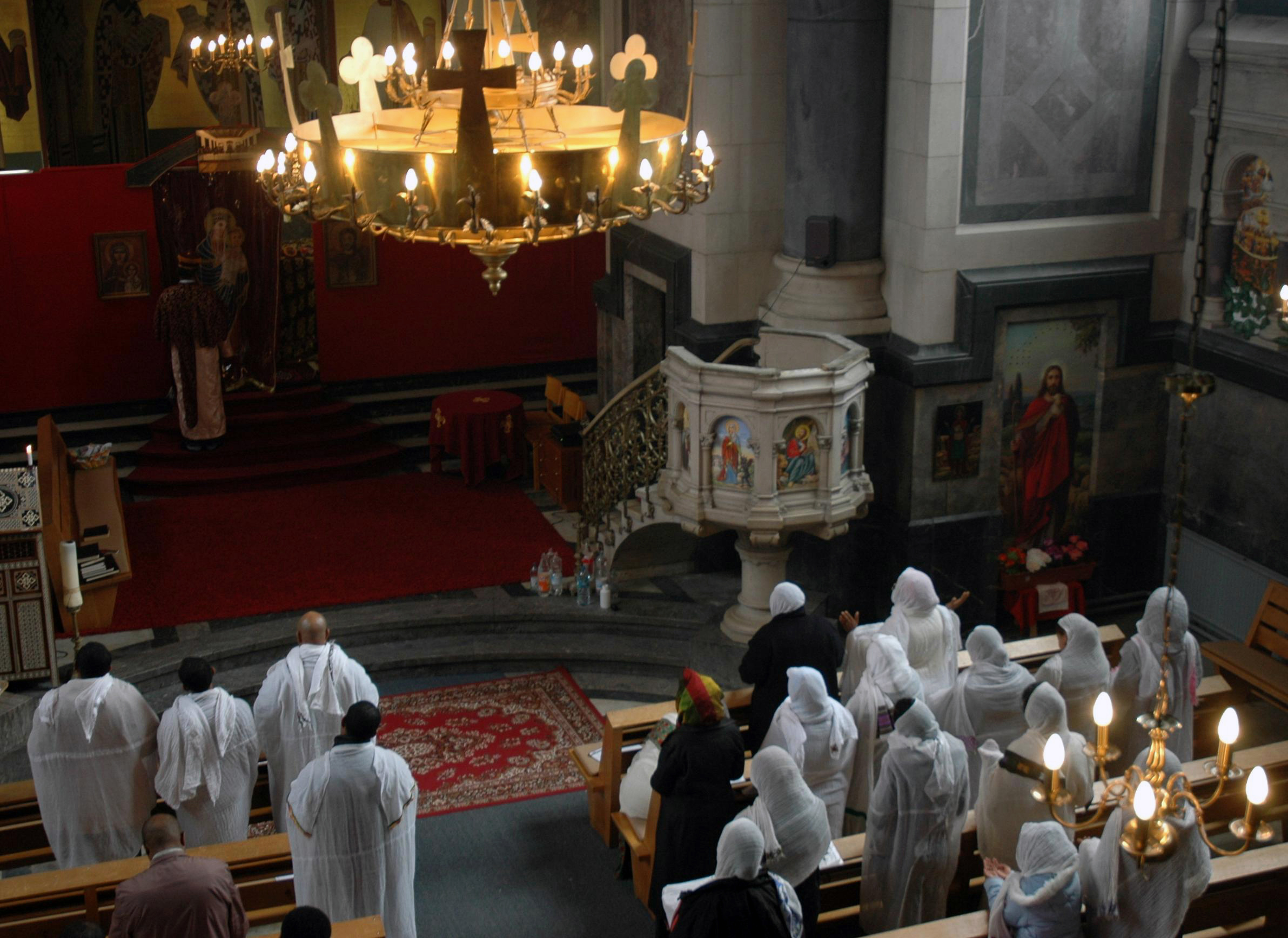
Äthiopisch-Orthodoxe Tewahido-Kirche Deutschland, Kirchengemeinde St. Kidanemhret

In die Mitte der weitläufigen Dreiflügelanlage Schröderstift setzte der Architekt Albert Rosengarten als vertikale Symmetrieachse eine Kapelle mit kupferner Tambourkuppel. Diese Kapelle bestand anfangs nur aus einer kleinen quadratischen Halle und einem darüber liegenden Andachtsraum.
Der Stifter hatte 1862–1863 für sich und seine Familie auf dem St. Petri Kirchhof vor dem Dammthore ein großes Mausoleum errichten lassen. 1883 fanden er und sechs Jahre nach ihm auch seine Frau Henriette dort ihre letzte Ruhestätte. Als die Begräbnisplätze vor dem Dammtor geschlossen wurden, entschieden die neun Kinder des Stifters, mit dem Mausoleum nicht wie andere Familien auf den neuen Friedhof in Ohlsdorf umzuziehen, sondern die kleine Kapelle im Schröderstift durch Teile der angrenzenden Häuser zu erweitern und zu einer Grablege umzubauen. Dieser Umbau – nur die Kuppel und zwei schmale Streifen der Fassade blieben erhalten – erfolgte 1894 bis 1896 durch den Architekten Albert Petersen. Er schuf eine prachtvolle Kapelle im Rundbogenstil, ganz in Marmor ausgeführt. Die Sarkophaghalle mit Apsis dient den beiden heutigen Nutzern, der Koptisch-Orthodoxen und der Äthiopisch-Orthodoxen Gemeinde, als Altarraum.

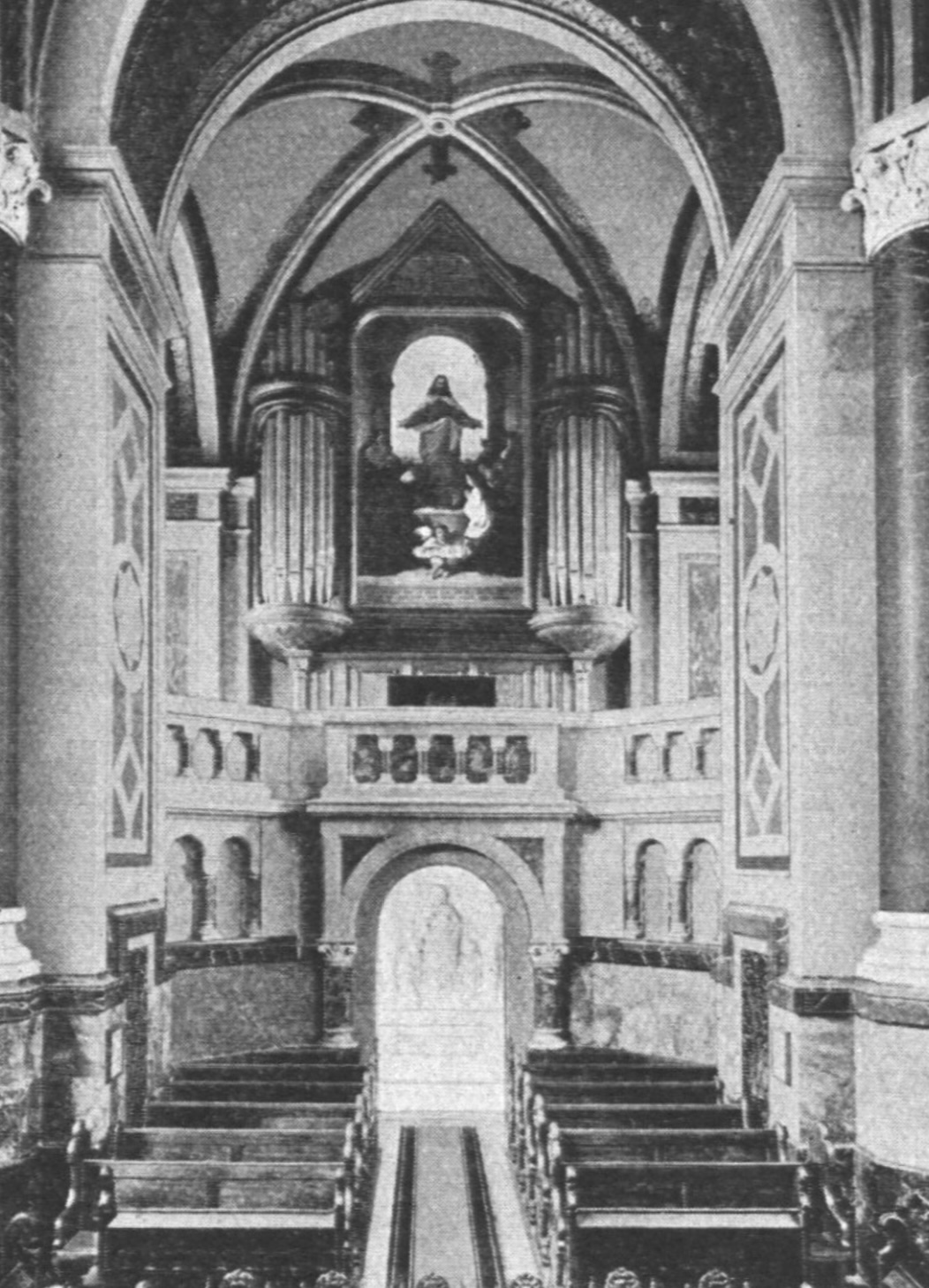
Ansicht der Marmorkapelle mit Orgel (1914)

Da für die Griechisch-Orthodoxe Gemeinde – die in Hamburg einstweilen an die 8000 Mitglieder zählte – die Kapelle zu klein wurde, erwarb sie die Simeon-Kirche an der Sievekingsallee in Hamm und verließ nach 33 Jahren die Schröderstift-Kapelle. 2006 übernahmen die Koptisch-Orthodoxe sowie die Äthiopisch-Orthodoxe Gemeinde die Kapelle.
Die ehemalige Orgel der Kapelle, die Ernst Röver 1896 baute, und die ein Gemälde von Cesare Mussini schmückt, befindet sich heute im Orgelzentrum Valley.

## Trivia
Ein Brand im Juni 2015 zerstörte die Wohnungen der Häuser 11 und 10 sowie deren Dachstühle.
Am 12. April 2022 kam es im Haus 41 erneut zu einem Brand, in dessen Folge eine Person verstarb.